# Henschel Hs 124
Henschel Hs 124 був прототипом німецького двомоторного винищувача бомбардувальників. Його було побудовано 1934-го року у трьох варіантах: Zerstörer, бомбардувальник і дальній розвідник, проте у серійне виробництво не було запущено.

## Проектування
Улітку 1933 р. щойно відтворений штаб тоді ще секретних Люфтваффе провів дослідження напрямів розвитку бойової авіації — і тенденцій у зміні теорії ведення повітряної війни. Метою цього було визначити нові конструктивно-бойові вимоги до перспективних літаків. Другою метою цих досліджень було виробити нову тактику застосування авіації.
Перехід від біпланів до монопланів як основного типу літаків, переоснащення озброєння літаків, технічний прогрес у царині моторобудування і аеродинаміки — усе це сприяло переосмисленню ролі авіації від другорядної і допоміжної до стратегічної і основної ударної сили. Контроль у небі став пріоритетом у теорії ведення воєнних кампаній. Бомбардувальник став ключовим гравцем на полі бою. Знищення військових підприємств, складів, великого скупчення військ численною групою дальніх (чи стратегічних) бомбардувальників — стало фактором стратегічного планування кампаній. Ефективна підтримка наземних військ штурмовою чи тактичною авіацією, що стала нести великий бомбовий запас, — стала ефективною практикою у порівнянні із І-ю світовою. Висока швидкість, значна практична стеля польоту і великий радіус дії (на додачу до відсутності ефективної системи наземного сповіщення ППО про загрозу авіаційного удару) уможливило практичну безкарність нальотів авіації. Звичайні винищувачі уже не змогли ефективно протистояти бомбардувальникам. Одним із результатів усього цього було зародження концепції «мисливця на бомбардувальники» (у подальшому — основної концепції Люфтваффе). Під «мисливцем» у 30-х роках розуміли дводвигуновий багатоцільовий літак із потужним курсовим стрілецьким озброєнням, оснащеним турелями зі стрільцями як курсових наступальних, так і для самозахисту. За умови налагодженої системи телефонного (телеграфного) сповіщення, такий літак мав достатньо часу на зліт, вихід на ціль і ефективне перехоплення ескадр бомбардувальників іще до того, як вони вийдуть у район бомбометання. Додатково такий літак мав би виконувати функції як швидкісного бомбардувальника, так і екскортного винищувача, перехоплювача, розвідника і штурмовика.
Після обговорення із авіабудівниками ідея «мисливця» викристалізувалася у цільнометалевий (дво-) тримісний літак із шасі, що забирається. 1934-го року Імперське міністерство авіації (RLM) оголосило вимоги для прототипу Kampfzerstorer (нім., букв.: «бойовий руйнівник», анг. «Bomber destroyer» — мисливець на бомбардувальники): тактичного багатоцільового винищувача бомбардувальників/бомбардувальника, а також для концепції можливої предтечі для німецького швидкісного бомбардувальника. Серед фірм, які працювали над цим проектом, були «Хеншель флюгцойгверке» (Hs.124), «Байерише флюґцойґверке» (Bf.110) і «Фокке-Вульф» (Fw.57). Кожній із фірм було замовлено збудувати для випробувань по три прототипи своїх літаків.

## Розроблення

### Конструкція
Літак був аеродинамічно чистим середньопланом із трилонжеронним крилом із робочою обшивкою і з монококовим фюзеляжем. Усі кермові поверхні мали металеву конструкцію з тканинною обшивкою. Закрилки випускалися гідравлічно. Основні стійки шасі мали амортизатори, стійки прибиралися в гондоли двигунів. Паливо розміщувалося між лонжеронами центроплана. Додатковий бак можна було розмістити у бомбовідсіку, розрахованому на шість 100 кг бомб.
Для курсового озброєння літака було обрано 20 мм гармати «Маузера» в електрифікованій турелі на носі фюзеляжу (див. варіант V1). Однак, на час першого польоту Hs.124 навесні 1936 р. вони не були готові, тож замість турелей установили макети. Пілот сидів перед крилом під зміщеним назад ліхтарем кабіни. Стрілець-радист сидів за крилом і мав у своєму розпорядженні кулемет MG.15 на рухомій установці.
Hs.124-V1 було оснащено двома двигунами від фірми «Юнкерс» Jumo-210С, потужністю 600 кс при землі. Ґвинти були трилопатеві зі змінним кроком. Відповідно до технічного завдання, літак мали оснастити двигунами DB-600, проте «Хеншель» не зміг отримати досерійні мотори цього типу. У результаті, другий літак (Hs.124-V2), враховуючи низьку потужність Jumo-210С, отримав двигуни повітряного охолодження BMW-132Dc (ліцензійний варіант «Хорнета»), що помітно покращило льотні характеристики літака. Через те, що фірма «Маузер» усе ще не могла довести до пуття свою турель із електроприводом, носову частину літака перепроектували, забезпечивши кращі умови роботи для бомбардира. У носовій частині тепер можна було установити пару гармат, рухомих лише у вертикальній площині. Бомбардир мав лише робити поправку з допомогою оптичного дальноміру, а безпосереднє наведення на ціль і відкриття вогню здійснював пілот.
На випадок розміщення у бомбовому відсіку паливного бака, під фюзеляжем можна було підвісити тримачі на 8 50-кг бомб. Ще по дві 50 кг бомби можна було підвісити під кожним крилом тандемом.

#### Фюзеляж і кабіни
Фюзеляж складався з трьох частин, скріплених одна із одною за допомогою болтів. Це дозволяло транспортувати літак залізницею. Конструкція фюзеляжу монококова за винятком місць розміщення екіпажу і обладнання. Шпангоути, балки й обшивка — дюралеві, елементи кріплення — сталеві.
Розміщена перед кабіною пілота засклена носова частина літака в бомбардувальному і розвідувальному варіантах була ідентичною, різниця була у складі обладнання. Для штурмовика було розроблено іншу носова кабіна, яка була замінною з кабіною бомбардувальника.
Кабіна пілота була повністю закритою й мала розвинуте скління, що забезпечувало чудовий огляд. У польоті частину кабіни можна було змістити назад. Під час польоту сидіння пілота можна було установити у вертикальне положення. Позаду крила розміщувалася радіорубка, що одночасно була і кулеметною вогневою точкою. Подовжений ліхтар кабіни над робочим місцем стрільця-радиста забезпечував хороший захист від вітру. Для ведення стрільби — задня частина ліхтаря кабіни відкидалася. Кабіна пілота і радиста у всіх варіантах літака була однаковою. Усі відсіки для розміщення екіпажа підігрівались гарячим повітрям.
Крило складалося із прямокутного центроплану і двох трапецієвидних консолей, з'єднаних болтами. Через розміщені у нижній частині крила паливні баки і шасі, що прибиралося, центроплан крила мав три лонжерона і робочу обшивку. Нижня обшивка в районі розміщення паливних баків була знімна. Консолі крила мали однолонжеронну конструкцію з робочою обшивкою. Елементи крила — дюралеві, на кріпленнях. Деталі, що зазнавали найбільшого навантаження — виконано зі сталі. Згадана раніше конструкція крила із робочою обшивкою надалі зарекомендувала себе здатною витримувати значні пошкодження. Як елементи механізації крила на консолях установлено елерони, а між елеронами і фюзеляжем було змонтовані посадкові щитки (закрилки), управління якими здійснював пілот через гідравлічний привід.
Хвостове оперення складалося із вільнонесучого горизонтального оперення і двокілевого вертикального оперення трапецієвидної форми. Лонжерони, нервюри й обшивку було виконано із дюралі, керма було обтягнуто полотном. Обидва керма напряму було оснащено тримерами і створено для них аеродинамічну й вагову компенсацію для вирівнювання змін навантаження.

#### Шасі, керма висоти і силова установка
Шасі розроблено здатним прибиратися із використанням кільцевих пружин. Стійки шасі прибираються назад за допомогою гідравлічного приводу й повністю поміщалися в задніх відсіках мотогондол. Стулки ніш шасі закривались самостійно. За відмови гідравлічного приводу шасі могли бути випущеними за допомогою ручного приводу. Про положення шасі пілот отримував інформацію від електричного датчика. Колеса шасі мали гідравлічні гальма. Хвостове колесо було поворотним і мало можливість перестановки.
Керма висоти й елерони приводилися в дію вручну за допомогою тяг. Розміщеними в крилі елеронами керували з допомогою тросів. Кермами напряму управляли з допомогою тяг натисканням на педаль. За допомогою педалей також керували гальмами. Педалі могли регулювати для відповідності їх положення до розмірів пілота. Утримування керма висоти й напряму проводилось за допомогою системи важелів і тримерів, що ішла з кабіни пілота.
Як силову установку на літакові застосовували два дев'ятициліндрових двигуна повітряного охолодження BMW-132 Dc з нагнітачем, що створює середній тиск і таким, що на висоті 3000 метрів розвивати номінальну потужність у 880 к.с. за 2320 об/хв. Було передбачено установку інших двигунів потужністю 800—1000 к.с. Моторні рами було виконано з дюралевих труб. Рами кріпились до центроплану крила за допомогою кульових з'єднань. Двигуни було поміщено в капоти NACA з регульованими стулками для підведення охолодженого повітря до двигунів. Привід стулок гідравлічний. Ґвинти металеві трилопатеві фірми VDM діаметром 3,3 метра. Зміна кроку ґвинта в польоті мала електричний привід. Для запуску двигунів застосовували інерційні стартери з ручним і електричним приводом.

#### Інше
Паливо знаходилося в розміщених у центроплані крила металевих паливних баках об'ємом 1750 літрів. Для збільшення дальності польоту була можливість установки у фюзеляжі між пілотом і радистом додаткового паливного бака об'ємом бл. 800 літрів.
Масляні баки загальним об'ємом 110 літрів підвішували в моторних гондолах позаду середнього лонжерона.
Ще до першого польоту Hs.124 штаб ВПС переглянув концепцію «мисливця на бомбардувальника» (Zerstorer) висунув вимогу створити більш спеціалізованого літака. У результаті, навесні 1935 р. Технічний департамент РЛМ підготував нові специфікації: окремо на Zerstorer і на швидкісний бомбардувальник. Як наслідок, третій Hs.124-VЗ із закритою носовою частиною, двома гарматами і двома кулеметами так і не було використано за призначенням (а використовували як стенд для різних дослідницьких робіт).

### Конструктивні варіанти

Креслення і прототипи Hs.124 V1-3

Літак Hs.124 розробляли для використовування як бомбардувальник, Zerstorer/штурмовик і дальній розвідник — і мав відповідні для цих функцій льотне обладнання і озброєння. Основні ознаки, за якими розрізнялися ці варіанти, вказано далі:

#### V1. Бомбардувальник
Екіпаж бомбардувальника складався із трьох осіб. Бомбардир знаходився у передній частині фюзеляжу. Пілот і бортстрілець/радист розміщувалися на своїх місцях, як і у випадку варіанту Zerstorer. За задумом, на носі фюзеляжу мала розміщуватися електрифікована турель системи «Маузер», де і сидів курсовий стрілець Zerstorer або бомбардир. З огляду на неготовність турелі, її місце засклили у вигляді кабіни бомбардира (див.схему).
Бомбардир мав розміщений перед ним приціл для скидання бомб. Збоку від прицілу розміщувалися важелі приводу скидання бомб, а також льотні контрольні прибори. Як приціл спочатку запланували використати механічний пристрій GV219d чи приціл GF218. Приціли було змонтовано таким чином, що при їх обслуговуванні бомбардир був готовий у будь-який момент відкрити вогонь із кулемета.
Як особливе побажання — було передбачено можливість монтажу інших бомбових прицілів. Здатність при обслуговуванні цих прицілів швидко переключати увагу на відкриття вогню з кулемета залежало від вимог, які необхідно було б дотримуватися при роботі з прицілом. Огляд бомбардира в напрямі униз, по сторонах і вперед забезпечувалося відповідним склінням кабіни. Вогнева точка, розміщена в передній частині кабіни, мала кулемет калібру 7,9 мм, змонтований для забезпечення достатнього сектору обстрілу. Кулемет було з'єднано з сидінням для спостереження за допомогою компенсатора прискорень таким чином, що була можливість стріляти з кулемета і за великих перевантажень і прискорень. Початково боєкомплект складався з 450 патронів. Розміщене позаду бомбардира складане горизонтальне сидіння призначалось для розміщення в ньому бомбардира під час аварійної посадки літака.
У пілотській кабіні засоби управління і приборна дошка розміщувалися таким чином, що пілот зі свого сидіння мав задовільний огляд на всі боки і вниз, у тому числі через вікна в підлозі кабіни.
Радіообладнання складалося з радіопередавача, здатного передавати і приймати радіограми на довгих і коротких хвилях. У радіорубці було передбачено розміщення радіопеленгатора з рамою. Для захисту від атак ззаду слугував установлений на поворотному лафеті кулемет калібру 7,9 мм з боєкомплектом із 975 патронів.
Нормальне бомбове навантаження складало 600 кг і могло мати 2 варіанти набору бомб:
12×50 кг = 600 кг або
2×250 кг + 2×50 кг = 600 кг.
За наявності на борту меншої кількості палива, була можливість збільшити бомбове навантаження до 900 кг. У цьому разі був можливим такий склад бомбового навантаження:
2×250 кг + 8×50 кг = 900 кг.
Замість прийнятих на озброєння німецьких бомб можна було також підвішувати також бомби фірм Bofors, Tolfvan, Vickers, Škoda тощо.

#### V2. Дальній розвідник
Екіпаж розвідника складався із трьох чоловік. Розміщувалися вони так само, як і в варіанті бомбардувальника. Спостерігач мав хороший огляд через скляні панелі кабіни уперед, вниз і по обидва боки.
Фотокамеру було змонтовано за сидінням спостерігача. Початково було передбачено установку кінокамери Zeiss-Reihenbildners RMK S 1818 з шириною діафрагми в 50 см, була можливість монтажу інших приборів аналогічного призначення. Як і на бомбардувальнику позаду спостерігача було складне сидіння для забезпечення спостерігача при виконанні аварійної посадки.
Обладнання кабіни пілота було таким же, як і на бомбардувальнику. Велике вікно у підлозі кабіни полегшувало пілотові управління літаком при проведенні аерофотозйомки.
Радіорубка й пулеметна вогнева точка для захисту від атак ззаду була аналогічною тим, що й на бомбардувальнику.

#### V3.Zerstorer/Штурмовик
Винищувач бомбардувальників за задумом не мав нести бомбове навантаження, натомість у бомбовому відсікові розміщувався додатковий паливний бак. Також у варіанті Zerstorer спочатку задумувалося оснастити літак туреллю системи «Маузер» із електричним приводом — для розміщення у ній курсового стрільця (див.варіант V1). У турелі планували розмістити важке озброєння для ефективного полювання на бомбардувальники. Однак, від ідеї відмовилися із різних причин.
Отже, екіпаж складався із двох чоловік: у кабіні, що розташовувалася перед крилом, сидів пілот. За крилом у турелі розміщувався стрілець-радист. У іншому ця конфігурація відповідала специфікації бомбардувальника, функція «Винищувач бомбардувальників» (Zerstorer) була оперативним варіантом конструктивного рішення Hs.124 V1 (варіант «Бомбардувальник»), при цьому заміна носа кабіни (із додатковим курсовим обладнанням) могла проводитися прямо в ангарі на аеродромі.
У носовій частині фюзеляжу було установлено 4 кулемети калібру 7,9 мм з боєкомплектом у 500 патронів на ствол. Два з цих кулеметів можна було замінити 20-мм гарматами. Для цього передбачали застосовувати відповідні системи від компаній Vickers, Madsen и Oerlikon. У варіанті Zerstorer (Hs.124V3) ніс фюзеляжу став глухий і клепаний зі стальних листів. Кулемети і гармати було встановлено нерухомо. Озброєння варіанту «штурмовик» мало бути змонтовано таким чином, що пілот мав такий же огляд уперед через скління носової частини фюзеляжу і вниз через скляні панелі в підлозі, як на бомбардувальнику.
Замість нерухомо установленого озброєння в носовій частині варіанта «штурмовик» було можливо використовувати кабіну бомбардира так само, як і у варіанті «бомбардувальник». У цьому випадку за рахунок демонтажу бомбардувального прицілу була можливість установити передню рухому вогневу точку з боєкомплектом, збільшеним до 2000 патронів.
Під фюзеляжем була можливість установити підвіску 10-кг бомб загальною вагою 420 кг. За необхідності збільшення бомбового навантаження — можна було установити бомбову підвіску для 10-кг бомб під крилом загальною вагою 400 кг.
Скидання бомб здійснював пілот.

## Специфікації (Hs 124 V2)
Джерело: Warplanes of the Third Reich
Основні характеристики
- Екіпаж: 3 (пілот, радист/стрілець, бомбардир)
- Довжина: 14.50 м (47 фути 9⅔ дюйма)
- Висота: 4.10 м (12 футів 3⅔ дюйма)
- Розмах крила: 18.20 м (82 фути 8½ дюйма)

- Площа крила: 54.6 м² (587.7 футів²)
- Маса порожнього: 4,250 кг (9,350 фунта)
- Маса спорядженого: 7,230 кг (15,906 фунтів)
- Силова установка: 2 двигуни × 9-ти циліндрові радіальні двигуни повітряного охолодження фірми  BMW 132Dc (ліцензійний варіант "Хорнета")[5]  870 к.с. ( 640 кВт)

Льотні характеристики
- Максимально допустима швидкість: 435 км/год (235 вузлів, 270 миль/год)
- Максимальна швидкість: на 3000 м 404 км/год (218 вузлів, 251 миль/год)
- Крейсерська швидкість: 374 км/год (201 вузлів, 232 миль/год)
- Практична дальність: 4200 км (2,270 мор.миль, 2,610 миль)

Озброєння
- Стрілецько-гарматне: 2 × 20 мм Гармата MG FF + 2 кулемети 7.92мм MG 15 в носовій частині, 1× кулемет 7.92мм MG 15 узадній частині видовженої кабіни
- Бомби: 6 бомб х100кг (внутрішнє навантаження) або 12х50кг (зовнішнє підвішення)